# 엔드 오브 게임
《엔드 오브 게임》(Highlander: Endgame)은 미국에서 제작된 더글러스 아니오코스키 감독의 2000년 액션, 판타지, SF 영화이다. 아드리안 폴 등이 주연으로 출연하였고 피터 S. 데이비스 등이 제작에 참여하였다.

## 출연

### 주연
- 아드리안 폴
- 크리스토퍼 램버트

### 조연
- 브루스 페인
- 리사 바부시아
- 견자단
- 짐 번즈
- 피터 윙필드
- 데이먼 대쉬

## 기타
- Line PD: 장-클로드 쉬림
- 공동제작: 패트릭 피치
- 협력프로듀서: 로버트 버나키
- 미술: 조나단 A. 칼슨
- 의상: 웬디 파트리지
- 배역: 미쉘 기쉬